# الحزب الوطني (جنوب إفريقيا)
الحزب الوطني (بالأفريكانية: Nasionale Party) هو حزب سياسي‌ الحزب الحاكم في جنوب أفريقيا منذ عام 1948 إلى إنشاء حكم الأغلبية، في شهر مايو من عام 1994.

## سياسات الفصل العنصري
في عام 1948، أنتصر الحزب القومي في الانتخابات العامة، وكان لهذا الحزب، الذي يحكم من قبل البيض في جنوب إفريقيا، خطط وسياسات عنصرية، منها سياسات الفصل العنصري، وإدخال تشريعات عنصرية في مؤسسات الدولة. وفي تلك الفترة أصبح مانديلا قائدا لحملات المعارضة والمقاومة. وكان في البداية يدعو للمقاومة غير المسلحة ضد سياسات التمييز العنصري. لكن بعد إطلاق النار على متظاهرين عزل في عام 1960، وإقرار قوانين تحظر الجماعات المضادة للعنصرية، قرر مانديلا وزعماء المجلس الإفريقي القومي فتح باب المقاومة المسلحة.

## إطلاق سراح مانديلا
في عام 1985 عرض على مانديلا إطلاق السراح مقابل إعلان وقف المقاومة المسلحة، إلا أنه رفض العرض. وبقي في السجن حتى 11 فبراير 1990 عندما أثمرت مثابرة المؤتمر الوطني الأفريقي، والضغوطات الدولية عن إطلاق سراحه بأمر من رئيس الجمهورية فريدريك ويليام دى كليرك الذي أعلن أيقاف الحظر الذي كان مفروضا على المؤتمر الوطني الأفريقي. وقد حصل نيلسون مانديلا مع الرئيس فريدريك دكلارك في عام 1993 على جائزة نوبل للسلام.

## انتخابات 2004
في عام 2004 فاز في ثالث انتخابات عامة تشهدها البلاد لم يحصل الحزب الوطني الجديد -المنبثق عن الحزب الذي حكم جنوب أفريقيا خمسين عاما في عهد الفصل العنصري- على أكثر من 1,65% من أصوات الناخبين، مقابل 20% في 1994 الأمر الذي يهدد استمراريته.

## وصلات خارجية
- National Party of South Africa- Official Site (The website of the new party, founded in 2008)
- Articles about the disbanding: Associated Press, Independent Online.